# Kanton Saint-Gervais-sur-Mare
Der Kanton Saint-Gervais-sur-Mare war bis 2015 ein französischer Wahlkreis im Arrondissement Béziers, im Département Hérault und in der früheren Region Languedoc-Roussillon. Er hatte 8610 Einwohner (Stand: 1. Januar 2012).

## Gemeinden
Der Kanton umfasste Wahlberechtigte aus elf Gemeinden:
| Gemeinde                 | Einwohner Jahr | Fläche km² | Bevölkerungsdichte | Postleitzahl | Code INSEE |
| ------------------------ | -------------- | ---------- | ------------------ | ------------ | ---------- |
| Castanet-le-Haut         | 200 (2013)     | –          | – Einw./km²        | 34610        | 34055      |
| Combes                   | 347 (2013)     | –          | – Einw./km²        | 34240        | 34083      |
| Hérépian                 | 1501 (2013)    | –          | – Einw./km²        | 34600        | 34119      |
| Lamalou-les-Bains        | 2586 (2013)    | –          | – Einw./km²        | 34240        | 34126      |
| Le Poujol-sur-Orb        | 1039 (2013)    | –          | – Einw./km²        | 34600        | 34211      |
| Les Aires                | 596 (2013)     | –          | – Einw./km²        | 34600        | 34008      |
| Rosis                    | 304 (2013)     | –          | – Einw./km²        | 34610        | 34235      |
| Saint-Gervais-sur-Mare   | 866 (2013)     | –          | – Einw./km²        | 34610        | 34260      |
| Saint-Geniès-de-Varensal | 200 (2013)     | –          | – Einw./km²        | 34610        | 34257      |
| Taussac-la-Billière      | 457 (2013)     | –          | – Einw./km²        | 34600        | 34308      |
| Villemagne-l’Argentière  | 448 (2013)     | –          | – Einw./km²        | 34600        | 34335      |